# Carl Schumacher
Carl Schumacher (Belo Horizonte, 25 de dezembro de 1962 - Contagem, 23 de outubro de 2016) foi um ator,  dramaturgo e diretor de teatro brasileiro. Possuindo raízes germânicas, começou a dirigir e atuar em 1977, quando estreou seu primeiro texto encenado.
Em 2003 foi convidado pela Fundação Clóvis Salgado, comemorando os trinta anos de produção lírica da instituição, a escrever, dirigir e protagonizar o projeto Viva a Ópera, com 21 árias de doze óperas famosas e 200 pessoas em cena, inclusive alguns dos maiores nomes do canto lírico mundial, como Stephen Bronck, Sylvia Klein e Eduardo Itaborahy.
Construiu e administrou três salas de espetáculos alternativas em Belo Horizonte, entre 1993 e 1998: Gestos Barro Preto, Savassi e Casa de Artes Ribalta.

## Filmografia

### Na televisão
- 2011 - A Turma do Didi .... Sogro do Didi (TV Globo)
- 2010 - A Cura .... Participação no 5o. Episódio - Pai (TV Globo)
- 2010 - A Turma do Didi .... Sogro do cantor Luan Santana (TV Globo)
- 2009 - A Turma do Didi .... Fantasma do Conde (TV Globo)
- 2008 - A Favorita .... Adalberto Galdino (TV Globo)
- 2008 - Programa Raul Gil .... Jurado por 2 vezes e ator convidado uma vez (Band)
- 2008 - Programa Bem Família - Receita Minuto .... Foi convidado para preparar ao vivo 2 receitas culinárias (Band)
- 2008 - Água na Boca .... Paolo Bellini (Band)
- 2008 - A Turma do Didi .... Capitão Barba Ruiva (TV Globo)
- 2007 - A Grande Família .... Juarez (TV Globo)
- 2007 - Vídeo-Game - Angélica .... Participação por uma semana como Ator Convidado (TV Globo)
- 2007 - Vídeo-Show .... Participou de 11 programas de março a novembro e foi eleito Ator Revelação da novela das 18 horas (TV Globo)
- 2007 - Eterna Magia .... Carlão (Carlos O'Ryen) (TV Globo)
- 2007 - Amazônia, de Galvez a Chico Mendes .... Jobim (TV Globo)
- 2005 - Bang Bang .... Coppola (TV Globo)
- 2004 - Esmeralda .... Dr. Fausto Dias (SBT) - Reprisada em 2010
- 2001 - A Pedra Iluminada .... Compadre Antônio (TV Cultura/Rede Minas/Fundação Padre Anchieta)

### No cinema
- 2008 - O Guerreiro Didi e a Ninja Lili
- 2002 - O Homem de Lagoa Santa
- 2001 - Aleijadinho - Paixão, Glória e Suplício
- 2000 - O Circo das Qualidades Humanas
- 2000 - Deus Me Livre
- 1999 - Samba Canção/Flor do Tempo

### No teatro
- 2016 - Amor de vampira ( deixou a peça em possesso de preparação para estréia)
- 2015/2016 - Abstinência, a Engraçada Greve da Indecência (Adaptação da Lisístrata, de Aristófanes)

- 2008 - Dom João e a Invenção do Brasil (Baseado na obra “D. João Carioca", do cartunista João Spacca e da antropóloga Lilia Moritz Schwarcz, em colaboração com o criador do projeto e diretor da Cia. Catibrum Teatro de Bonecos, Lelo Silva)
- 2007 - Natal na Praça (Auto de Natal da TV Globo, no Vale do Anhangabaú, sob o Viaduto do Chá, direção de Demétrio Nicolau)
- 2006 - O Castelo do Barba Azul (Ópera, direção de Felipe Hirsh)
- 2006 - A Bela Adormecida
- 2005 - O Gato de Botas (Musical)
- 2004 - Pinóquio
- 2003 - Viva a Ópera! (Cortina Lírica)
- 2003 - As Belas Tranças da Princesa Rapunzel
- 2002 - Sexo na Cabeça(do best-seller de Luís Fernando Veríssimo)
- 2001 - Eva & Adão
- 2000 - Baranga de Neves e os 7 Bad Boys
- 1999 - A Viúva Alegre (Opereta, direção de Elvécio Guimarães)
- 1998 - A Galinha dos Ovos de Ouro (Musical)
- 1997 - Pequena Pastora (Musical)
- 1997 - Pluft, o Fantasminha (de Maria Clara Machado)
- 1996 - Cinderela (Musical)
- 1995 - Joãozinho & Maria na Casinha de Chocolates
- 1995 - Não Chuta a Santa!
- 1994 - Amor de Vampira - IV
- 1994 - A Guerra do Sexo (adaptado da Lisístrata, de Aristófanes)
- 1994 - O Mágico de Oz (Musical)
- 1994 - A Galinha Ruiva
- 1993 - Os Três Porquinhos (ainda em cartaz, 16 anos de temporada)
- 1993 - Rir é o Melhor Remédio (inspirado em Molière)
- 1993 - Balaio de Gatos
- 1992 - Amor de Vampira - III
- 1992 - Eu Te Odeio, Meu Amor!
- 1992 - Minhas Loucas Mulheres (de Walcyr Carrasco)
- 1991 - Litztil, A Fada (2.ª versão, musical)
- 1991 - Drácula (adaptação de Bram Stocker, texto premiado)
- 1991 - Romeu & Julieta (Versão contemporânea de Shakespeare)
- 1991 - Desejos de Afrodite
- 1990 - Pobre Villa Rica
- 1990 - Brasil de Mistérios & Lendas
- 1989 - Um Certo Alferes Mazombo(Musical)
- 1989 - A História do Avesso
- 1988 - Catalepsia
- 1988 - Romão & Julinha (de Oscar von Pful, direção Madalena Rodrigues)
- 1988 - A Onça & o Bode (Musical)
- 1988 - Entre Quatro Paredes (de Jean-Paul Sartre)
- 1987 - A Galinha Ruiva
- 1987 - Litztil, A Fada (texto premiado)
- 1987 - A Cama das Amélias
- 1987 - Amor de Vampira - II
- 1987 - Amor de Lobisomem(de José Maria Jardim)
- 1986 - Amor de Vampira
- 1985 - Tchan, tchan! Rá, rá! (coautores: José Armando Miranda e Epaminondas Reis)
- 1985 - João & Maria ad infinitum (texto premiado)
- 1984 - Rasga Coração(de Vianinha, direção P.P. Cava)
- 1983 - Me Chama de Clark Gable que eu te chamo de Gary Cooper! (coautoria: José Maria Jardim)
- 1983 - Galileu, Galilei (de Bertolt Brecht, direção P.P. Cava)
- 1983 - Uma Flor numa Estrela
- 1982 - Dura Lex, Sed Lex, no Cabelo só Gumex (de Vianinha, direção P.P. Cava)
- 1978 - Maria Minhoca - de Maria Clara Machado
- 1977 - Chapeuzinho Vermelho de Raiva

## Prêmios
- Já foi premiado como autor revelação, melhor dramaturgo, melhor ator, cenógrafo, figurinista, diretor, produtor e empresário cultural.[3]
- Como Dramaturgo estreou em 1985, quando encenou seu premiado texto João & Maria ad infinitum, (Prêmio Dramaturgo Revelação de Minas).[3]

## Curiosidades
- A peça Os Três Porquinhos, em cartaz há 18 anos ininterruptos e vista por mais de 1 milhão de espectadores, é recordista absoluta de público em Minas Gerais na categoria Teatro para Crianças.[4]
- Sua comédia musical Amor de Vampira, encenada em 1986/1987/1993 e 1994, é um dos textos de autores mineiros recordistas de público em Belo Horizonte: Aproximadamente 200 mil espectadores.[3]
- Em 1999 atuou/cantou na opereta A Viúva Alegre, interpretando o Barão Zeta.